# 马雪 (伊泽尔省)
马雪（法語：Massieu，法語發音：[masjø]）是法国伊泽尔省的一个市镇，属于拉图尔迪潘区。

## 地理
马雪（45°26'23"N, 5°35'47"E）面积10.46 平方千米，位于法国奥弗涅-罗讷-阿尔卑斯大区伊泽尔省，该省份为法国东南部内陆省份，北起顺时针与安省、萨瓦省、上阿尔卑斯省、德龙省、阿尔代什省、卢瓦尔省和罗讷省。
与马雪接壤的市镇（或旧市镇、城区）包括：圣尼古拉德马什兰、圣叙尔皮斯-德里瓦尔、比略、希朗斯、梅尔拉、圣茹瓦尔-昂瓦尔代讷。

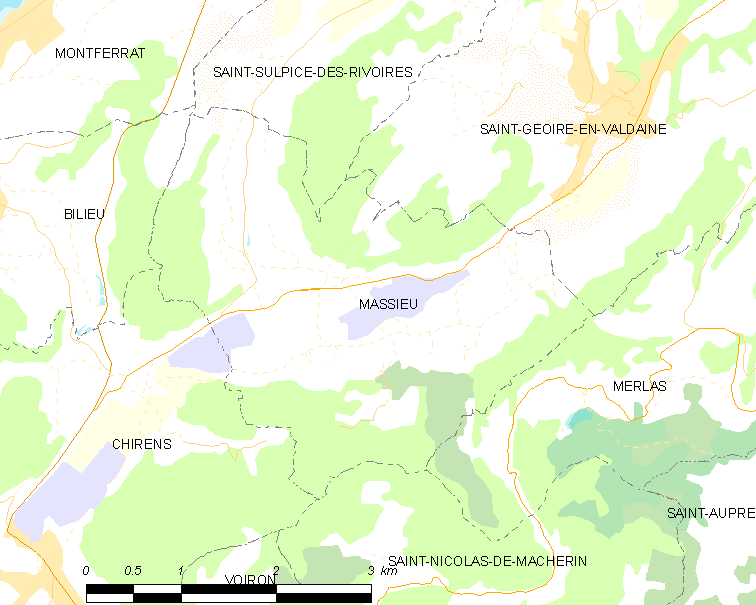
的OSM定位图

马雪的时区为UTC+01:00、UTC+02:00（夏令时）。

## 行政
马雪的邮政编码为38620，INSEE市镇编码为38222。

## 政治
马雪所属的省级选区为大朗斯县。

## 人口

1962-2008年间人口变化图示

马雪于2022年1月1日时的人口数量为757人。